# Open de Nice Côte d'Azur 2012
Open de Nice Côte d'Azur 2012 — тенісний турнір, що проходив на ґрунтових кортах у місті Ніцца, Франція з 21 травня . Належав до категорії ATP World Tour 250.

## Фінальна частина

### Одиночний розряд
Ніколас Альмагро —  Браян Бейкер 6–3, 6–2

### Парний розряд
Боб Браян /  Майк Браян —  Олівер Марах /  Філіп Полашек 7–6(7–5), 6–3